# Guizhou
Guizhou (chinesisch 貴州省 / 贵州省, Pinyin Guìzhōu Shěng, Ausspracheⓘ) ist eine Provinz im Südwesten Chinas.
Die Provinz ist eine gebirgige Region, in der es sprichwörtlich „keine drei Tage klaren Himmel, keine drei Li flachen Landes und keinen Menschen mit drei Fen Silber“ (天无三日晴、地无三里平、人无三分银) gibt. Sie war von der Außenwelt schwer zugänglich und ist traditionell eine der ärmsten Provinzen Chinas. Wie auch in den Nachbarprovinzen gehört ein erheblicher Teil der Bevölkerung nationalen Minderheiten an.

## Geographie

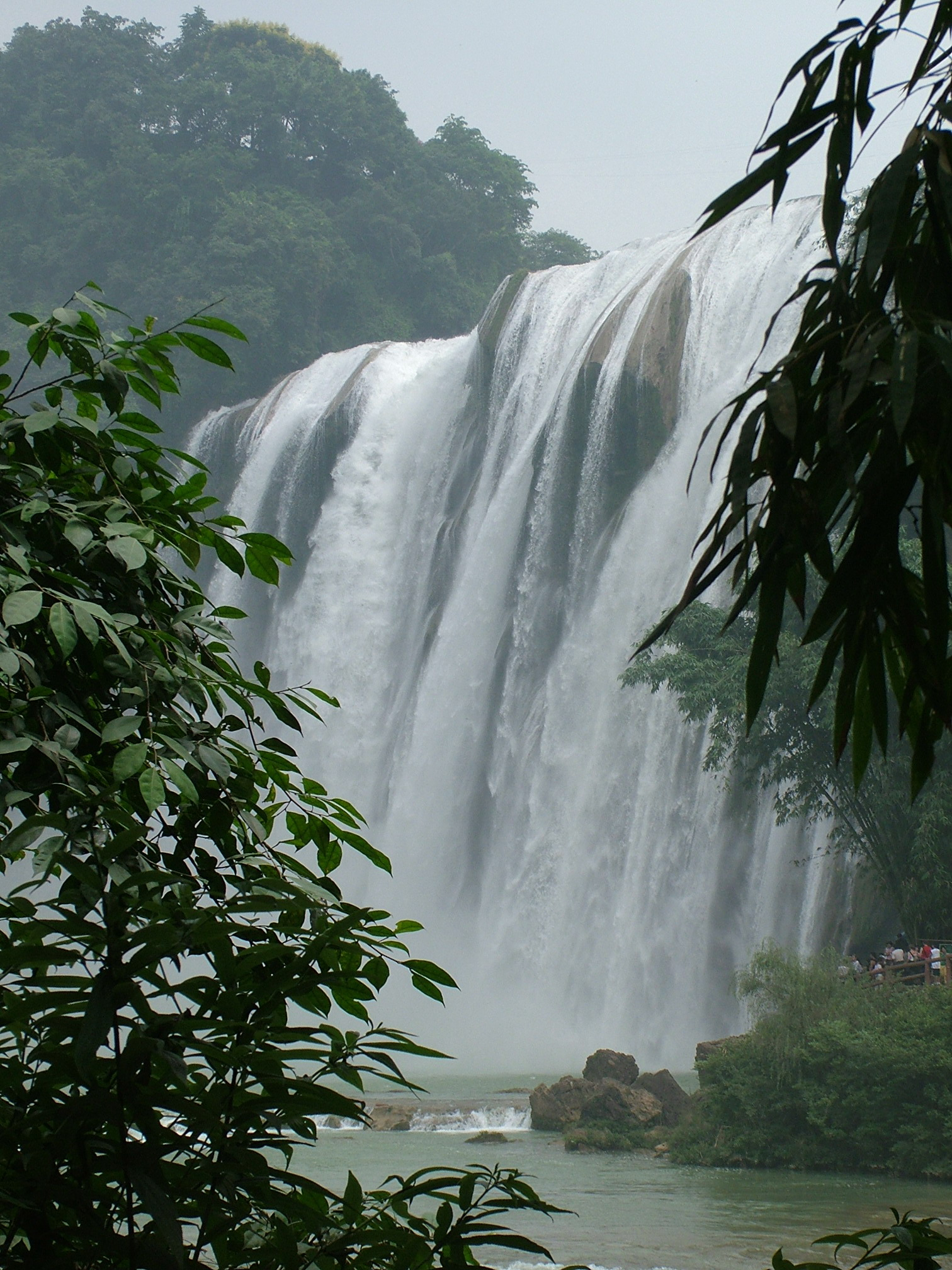
Huangguoshu-Wasserfall

Etwa 80 Prozent Guizhous bestehen aus Bergland, das sich aus den Gebirgszügen Miaoling, Daloushan und Wumengshan zusammensetzt. Die Topographie ist durch zahlreiche Berge, Hügel, Becken und Täler sehr wechselhaft. Von West nach Ost besteht ein deutlicher Höhengradient. Die westlichen Regionen der Provinz, die in das Hochland von Tibet übergehen, liegen auf einer Höhe von 1000 bis 2000 Metern und die östlichen nur auf etwa 600 Meter Höhe. In über 73 Prozent der Fläche besteht der Boden aus anstehendem Kalkstein. Unter dem Einfluss der Erosion haben sich im Verlauf der Erdgeschichte typische Karstlandschaften mit vielen Höhlen, unterirdischen Flüssen und markanten Gesteinsformationen herausgebildet. Die Provinz weist zahlreiche Naturschönheiten auf, unter anderem mit dem Huangguoshu-Wasserfall den größten Wasserfall Asiens.
Die Miaoling-Bergkette bildet die Wasserscheide zwischen den nördlichen Flusssystem des Yangtse und dem südlichen Flusssystem des Perlflusses. Im Norden fließen der Wujiang, der größte Nebenfluss des Yangtse in Guizhou, sowie der Chishui He und der Qingshuijiang. Im Süden sind der Nanpanjiang und der Beipanjiang, die Oberläufe des Westflusses (Xijiang), des  Perlfluss-Hauptstroms, die wichtigsten. Die Flüsse finden sich oft in tief eingeschnittenen Flusstälern und weisen ein großes Gefälle auf. Wasserfälle, Stromschnellen und Klippen erschweren die Schiffbarkeit. Der flächenmäßig größte See der Provinz und der größte Karstsee Chinas ist der im Westen gelegene, nur wenige Meter tiefe Caohai-See. Durch übermäßige Wassernutzung in der Vergangenheit verkleinerte sich die Seefläche stark. Nachdem das Gebiet 1985/1992 zum Naturschutzgebiet erklärt wurde, renaturiert sich der See wieder.

## Klima
Das Klima ist gemäßigt subtropisch-feucht mit unscharfen Jahreszeitgrenzen ohne Temperaturextreme. Die Jahresmitteltemperatur beträgt 15 °C, mit Schwankungen je nach Ort zwischen 4 und 9 °C im Januar und 20 bis 28 °C im Juli. Der durchschnittliche Jahresniederschlag liegt bei 800–1600 mm. Die Provinz liegt häufig unter einer Wolkendecke und die jährliche Sonnenscheindauer ist mit 1500 bis 1800 Stunden niedrig. Guizhou ist damit die Provinz mit den meisten Wolkentagen. Der Name der Provinzhauptstadt Guiyang wird volksetymologisch auch als „wertvoller Sonnenschein“ interpretiert.

## Geschichte
Im Gebiet des heutigen Guizhou fanden sich alte Spuren frühmenschlicher Besiedlung. Steinartefakte aus der Guanyindong-Höhle wurden auf ein Alter von  170.000–80.000 Jahren geschätzt. Daneben wurden zahlreiche weitere paläolithische Fundstellen, typischerweise in Höhlen, identifiziert.
Vor der Qin-Dynastie (221 – 201 v. Chr.) wurde Guizhou von verschiedenen Stammesvölkern bewohnt. Danach gelangte es unter die Herrschaft der Qin und trat damit gewissermaßen in die eigentliche chinesische Geschichte ein. Während der Zeit der drei Reiche (ca. 208–280 n. Chr.) war es Teil des südlichen Staates Shu Han und unter dem Namen Zanke (牂柯,  Zāngkē) oder Zangge (牂牁,  Zānggē) bekannt. Zur Zeit der Tang-Dynastie, etwa um 740 n. Chr. gab es eine Verwaltungseinheit Qianzhong Dao (黔中道,  Qiánzhōng dào), die wohl ungefähr das heutige Guizhou umfasste. Für den Ursprung des Namens Guizhou werden verschiedene Theorien bemüht. Sicher ist, dass der Name spätestens während der Yuan-Dynastie ungefähr um 1330 für das heutige Guiyang, die Hauptstadt Guizhous verwendet wurde. Eine eigentliche Provinz dieses Namens wurde formell während der Ming-Dynastie im Jahr 1413 eingerichtet.
Die Einwanderung von Han-Chinesen begann während der Sui- und Tang-Dynastie, also zwischen dem späten 6. und frühen 10. Jahrhundert, zunächst nur in den Westteil der heutigen Provinz. In wachsender Zahl wanderten Han-Chinesen ab dem späten 14. Jh., während der Ming- und Qing-Dynastie, in die gesamte Provinz ein. Besonders die Tunpu (屯堡人), eine Gruppe von Han-Chinesen, deren Vorfahren vor rund 600 Jahren einwanderten, haben bis heute viele Besonderheiten ming-zeitlicher Kultur bewahrt.
Nach dem Sturz des Kaiserreichs 1911 und des damit beginnenden Zusammenbruchs der Zentralgewalt beherrschten in der ersten Hälfte des 20. Jahrhunderts Warlords die Provinz. Um 1920 dominierte Liu Xianshi (刘显世), um 1926 kontrollierte der die Nachbarprovinz Yunnan beherrschende General Tang Jiyao (唐继尧) auch Guizhou. Nachdem die chinesischen Kommunisten mit ihrem Experiment einer chinesischen Sowjetrepublik im benachbarten Jiangxi gescheitert waren, bewegten sie sich, bedrängt von den Truppen der nationalchinesischen Kuomintang-Regierung, im Rahmen des Langen Marsches zunächst Richtung Westen nach Guangxi. 1935 fand hier die Zunyi-Konferenz statt, auf der Mao Zedong seinen bestimmenden Einfluss auf die Parteilinie durchsetzen, und seine parteiinternen Gegner, die sogenannten Internationalisten und Komintern-Vertreter, entmachten konnte. Im Zweiten Weltkrieg flüchteten zahlreiche Kaufleute, Beamte und Intellektuelle vor den Japanern hierher. Sie spielten für die Entwicklung von Wirtschaft und Bildungswesen nach dem Krieg eine bedeutende Rolle. Am 15. November 1949 wurde die Hauptstadt Guiyang von der Volksbefreiungsarmee erobert und am 26. Dezember 1949 die Volksregierung der Provinz Guizhou gegründet.

## Bevölkerung
| Jahr | Einwohner  |
| ---- | ---------- |
| 1954 | 15.037.310 |
| 1964 | 17.140.521 |
| 1982 | 28.552.997 |
| 1990 | 32.391.066 |
| 2000 | 35.247.695 |
| 2010 | 34.748.556 |
| 2020 | 38.562.148 |

Bei der Volkszählung 2020 wurden 34.746.468 ständige Einwohner ermittelt. Das waren  3.815.680 mehr (+10,98 %), als bei der vorangegangenen Volkszählung 2010.
Im Jahr 2020 umfasste die Han-Bevölkerung 24.511.882  Personen (63,56 %) und die Minderheitsbevölkerung 14.050.266 Personen (36,44 %). Im Vergleich zu 2010 wuchs die Han-Bevölkerung um 2.313.397 Personen (+10,42 %) und die Bevölkerung verschiedener ethnischer Minderheiten nahm um 1.502.283 Personen zu (+11,97 %). Die nach den Han zahlenmäßig größten Ethnien sind die Miao, Bouyei (Buyi), Dong, Tujia, Yi, Gelao, Sui, Hui und Bai.

## Ethnische Minderheiten
In Guizhou gibt es 17 verschiedene ethnische Minderheiten, unter denen 14 als autochthon bezeichnet werden können. Letztere sind vor allem die Bouyei, Miao und Dong, aber auch Bai, Gelao, Maonan, Mulam, Qiang, She, Sui, Tujia, Yao, Yi und Zhuang. Im Laufe der chinesischen Geschichte in größerer Zahl zugewandert sind die Hui, Mandschu und Mongolen. Zusammen machen die ethnischen Minderheiten 37 % der Bevölkerung aus und haben auf 55 % der Fläche regionale Autonomie. Hier sind besonders die drei Autonomen Bezirke im Süden der Provinz zu nennen: Qiannan, Qianxinan und Qiandongnan. Die meisten autochthonen ethnischen Minderheiten leben in den Bergen, wohin sie sich beim Vordringen der Han-Chinesen zurückgezogen haben.

## Verwaltungsgliederung
Die Provinz Guizhou war im Jahr 2020 auf Bezirksebene in sechs bezirksfreie Städte und drei autonome Bezirke eingeteilt. Auf Kreisebene bestanden 88 Verwaltungseinheiten: 16 Stadtbezirke, neun kreisfreie Städte, 51 Kreise, 11 autonome Kreise und ein Sondergebiet. Auf Gemeindeebene gab es 1.509 Verwaltungseinheiten: 361 Straßenviertel, 833 Großgemeinden, 122 Gemeinden und 193 Nationalitätengemeinden.

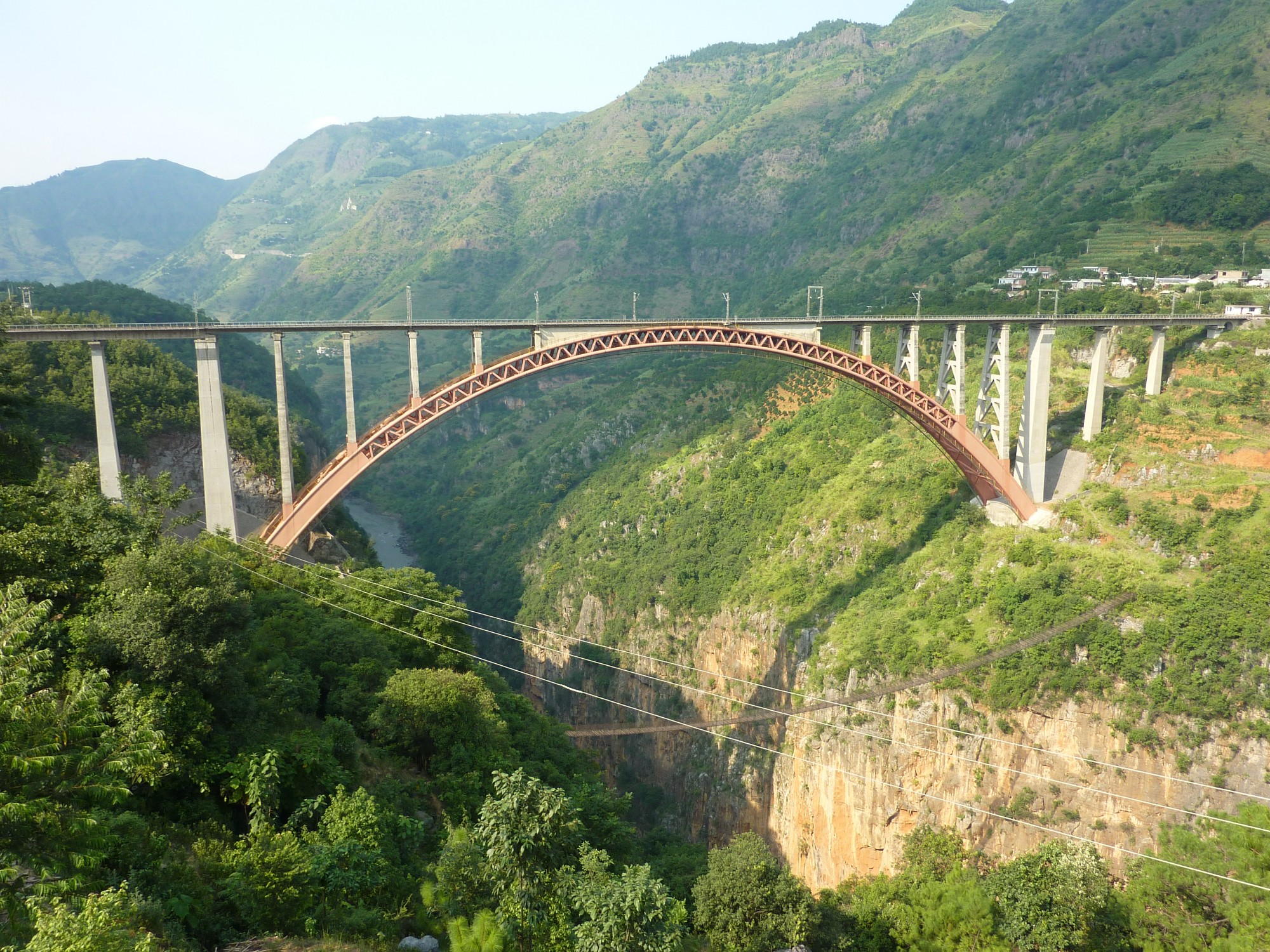
Die Beipanjiang-Eisenbahnbrücke in Liupanshui zählt zu den größten Bogenbrücken der Welt

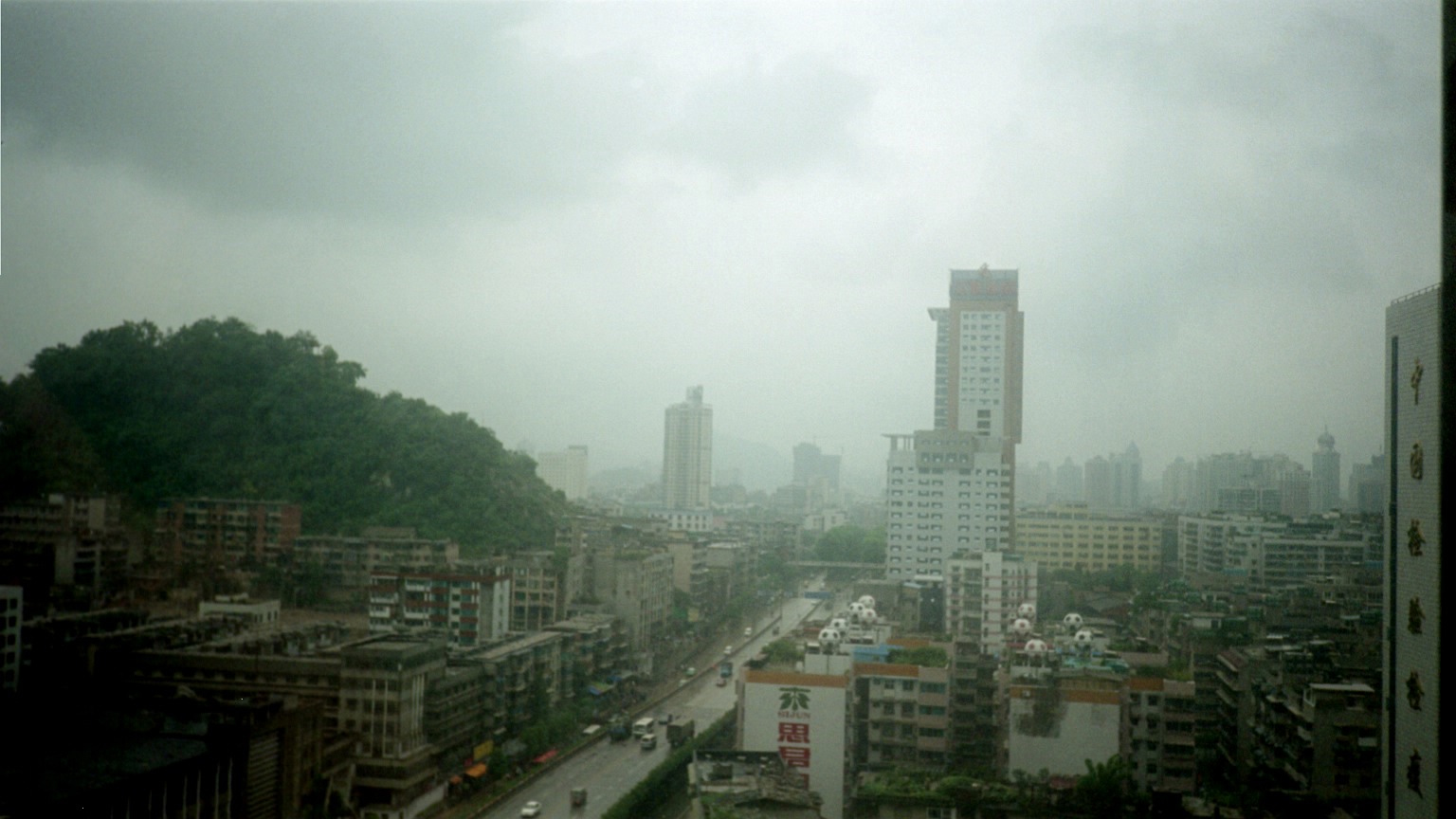
Innenstadt von Guiyang (2005)

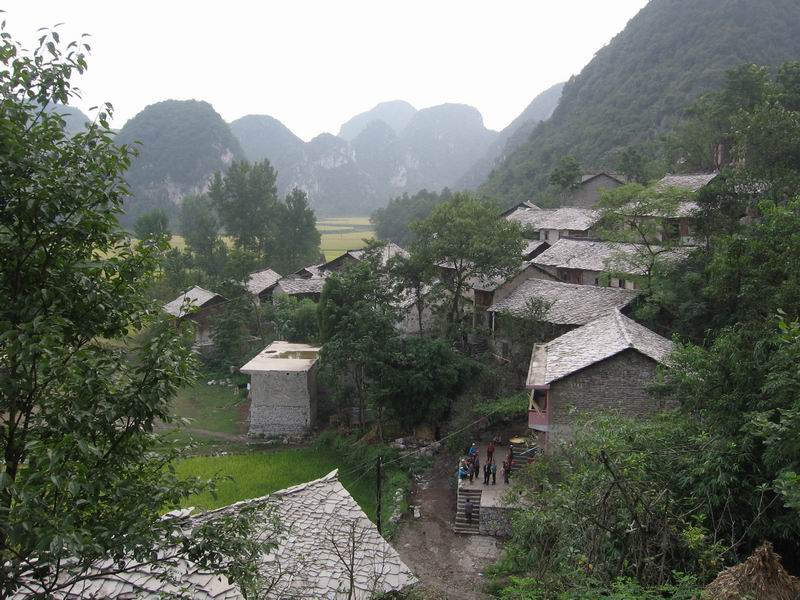
Ein Dorf der Bouyei, eines der Bergvölker von Guizhou

| Name                                | Chin.                   | Hanyu Pinyin                        | Verwaltungssitz | Fläche (km²) | Bevölkerung (2020) |
| ----------------------------------- | ----------------------- | ----------------------------------- | --------------- | ------------ | ------------------ |
| — Bezirksfreie Stadt —              |                         |                                     |                 |              |                    |
| Bijie                               | 毕节市                  | Bìjíe Shì                           | Qixingguan      | 26.848,51    | 6.899.636          |
| Zunyi                               | 遵义市                  | Zūnyì Shì                           | Honghuagang     | 30.766,87    | 6.606.675          |
| Tongren                             | 铜仁市                  | Tóngrén Shì                         | Bijiang         | 18.013,52    | 3.298.468          |
| Liupanshui                          | 六盘水市                | Liùpánshuǐ Shì                      | Zhongshan       | 9.914,49     | 3.031.602          |
| Anshun                              | 安顺市                  | Ānshùn Shì                          | Xixiu           | 9.228,24     | 2.470.630          |
| Guiyang                             | 贵阳市                  | Guìyáng Shì                         | Yunyan          | 8.043,37     | 5.987.018          |
| — Autonomer Bezirk —                |                         |                                     |                 |              |                    |
| Qianxinan (für die Bouyei und Miao) | 黔西南 布依族苗族自治州 | Qiánxīnán Bùyīzú Miáozú Zìzhìzhōu   | Xingyi          | 16.806,26    | 3.015.112          |
| Qiannan (für die Bouyei und Miao)   | 黔南 布依族苗族自治州   | Qiánnán Bùyīzú Miáozú Zìzhìzhōu     | Duyun           | 26.194,98    | 3.494.385          |
| Qiandongnan (für die Miao und Dong) | 黔东南 苗族侗族自治州   | Qiándōngnán Miáozú Dòngzú Zìzhìzhōu | Kaili           | 30.282,34    | 3.758.622          |

### Größte Städte
Die zehn größten Städte der Provinz mit Einwohnerzahlen der eigentlichen städtischen Siedlung auf dem Stand der Volkszählung 2020 sind die folgenden:
| Rang | Stadt      | Einwohnerzahl |
| ---- | ---------- | ------------- |
| 1    | Guiyang    | 4.021.275     |
| 2    | Zunyi      | 1.675.245     |
| 3    | Bijie      | 695.174       |
| 4    | Xingyi     | 649.497       |
| 5    | Liupanshui | 606.797       |
| 6    | Kaili      | 519.243       |
| 7    | Anshun     | 513.850       |
| 8    | Weining    | 463.564       |
| 9    | Tongren    | 423.078       |
| 10   | Panzhou    | 420.894       |

## Wirtschaft
Das wirtschaftliche Zentrum der Provinz ist die Hauptstadt Guiyang. Das milde Klima bietet gute Voraussetzungen für die Landwirtschaft. Die Hauptanbauprodukte sind Reis, Mais, Kartoffeln, Tabak und Zuckerrohr. Die Provinz produziert eine große Anzahl verschiedener Heilkräuter und ist eines von vier großen Heilkräuter-Anbaugebieten in China.
Guizhou weist eine Vielzahl an Bodenschätzen auf. Die Provinz hat die bedeutendsten Quecksilbervorkommen Chinas. Die Vorräte an Bauxit, Phosphor, Mangan, Antimon und Kohle gehören zu den bedeutendsten im Land. In der Industrie dominieren deswegen Zweige wie Bergbau, Hüttenindustrie, Buntmetallindustrie, Chemie und Maschinenbau. Die Nahrungsmittel- und Tabakindustrie sind weitere wichtige Branchen. Am bekanntesten ist jedoch der Maotai-Schnaps.
Im Jahr 2024 betrug das BIP pro Kopf 51.211 Yuan pro Jahr. Das Wohlstandsniveau in der Provinz betrug 61 % des chinesischen Durchschnitts.
Ein gutes Entwicklungspotenzial wird im Fremdenverkehr gesehen. Die dafür nötige Verkehrsinfrastruktur ist großenteils bereits vorhanden.
Ungefähr 170 Straßenkilometer südlich der Provinzhauptstadt Guiyang, in der Nähe der Gemeinde Dawodang, wurde im September 2016 das größte und genaueste Radioteleskop der Welt mit der Bezeichnung Five hundred meter Aperture Spherical Telescope (kurz FAST) fertiggestellt.

## Verkehr
Seit Beginn des 21. Jahrhunderts wurden gewaltige Anstrengungen zur Erschließung der topographisch schwierigen Provinz unternommen. Stand 2025 befinden sich in Guizhou 16 der weltweit insgesamt 24 Brücken mit mehr als 300 m Höhe über Grund.

## Kultur und Sehenswürdigkeiten
Die ethnischen Minderheiten in Guizhou gehören zu den künstlerisch und musikalisch begabtesten in China. Auch die Han haben hier eine lange, abwechslungsreiche kulturelle Vergangenheit. In den Landesteilen sind verschiedene Arten des Volksdramas verbreitet, von denen einige auch mit Volkstänzen kombiniert werden. Einige Han-Volksdramen wie huadeng („Blumenlaterne“) im Norden und dixi im Süden Guizhous sind auch bei den Minderheiten beliebt. Zu den festlichen Aktivitäten über Neujahr gehören Büffelkämpfe, insbesondere bei den Miao, Yao und Zhuang. Die Miao besingen häufig ihre revolutionäre Geschichte und Helden, die Volkslieder der Miao und Dong sind sehr bekannt. Bei allen Minderheitsgruppen sind Scherenschnitt und Stickerei wichtige Formen der Volkskunst. Die Bouyei                   und Gelao sind besonders für ihre Batik bekannt, die Miao und Bouyei für ihre komplizierten, gefärbten Kreuzstich-Arbeiten und die Miao für ihre schweren Silberornamente.
Guizhou hat zahlreiche Touristenattraktionen vorzuweisen, auch scheint der Tourismus in der Region immer mehr an Bedeutung zu gewinnen. Zu den beachtenswertesten Sehenswürdigkeiten zählen der Huangguoshu-Wasserfall, der größte Wasserfall in China und Asien; die Zhijin-Höhle, Chinas größter Tropfsteinhöhlen-Komplex; die Schluchten des Wuyanghe und die umgebende Karstlandschaft; die Drachenpalast-Höhle (Longgong), bei der die einzelnen Kammern wie bei einer Perlenkette aneinandergereiht sind; und das Gebäude, in dem 1935 die Zunyi-Konferenz stattfand.